# Saint Caradec
Pour les articles homonymes, voir Caradec.
Il y a eu plusieurs saint Caradec ou saint Carantec qui ont été confondus au fil de l'histoire, mais qui sont des saints bretons plus ou moins mythiques non reconnus officiellement par l'Église catholique.

## Les trois «saint Caradec»

### Saint patron de Carantec (Finistère)

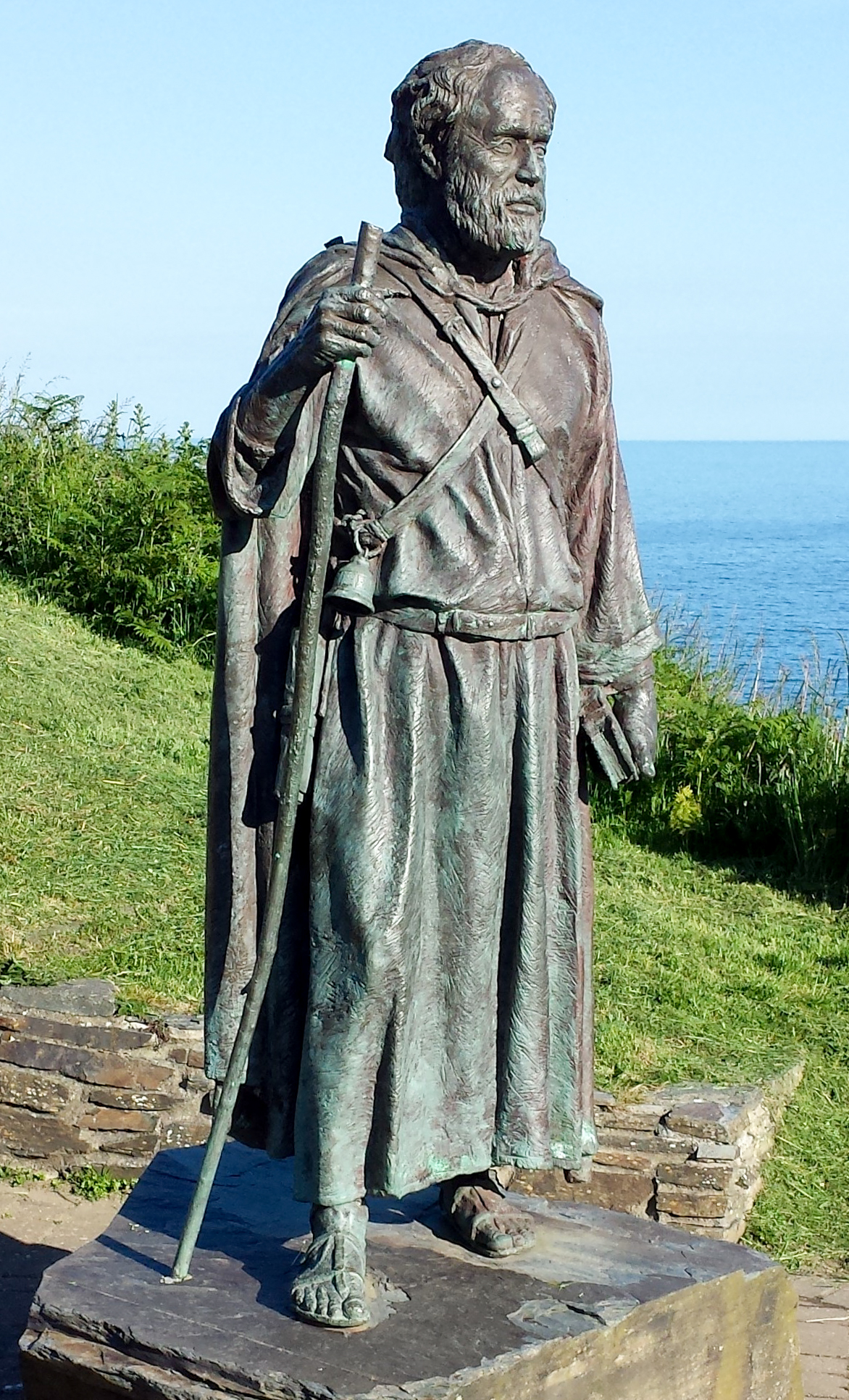
Une statue de bronze de Caradec dans Llangrannog, Pays de Galles

Plusieurs hagiographies concernant saint Carantec ont été écrites, réécrites et compilées entre le XIIe, le XVe et même le XIXe siècle. Les renseignements qu'elles contiennent sont donc à prendre avec prudence.
Le plus ancien, Karadoc est également connu en gallois comme Carannog, en irlandais comme Cairnech, en breton comme Karanteg, en latin comme Carantocus, en anglais comme Carantock et d'autres variantes de son nom existent.
Il naît au Ve siècle, dans l'île de Bretagne, descendant de Cunedda, chef de clan qui aurait fondé le royaume de Gwynedd lorsque les Romains se sont retirés de la Bretagne insulaire, et petit-fils de Keredic ou Ceredig, roi du Ceredigion, dans le pays de Galles 
Face à l'invasion du pays par les Scots et les Pictes sous le troisième consulat d'Aetius, en 446, les Bretons trouvant Keredic trop vieux appellent Karadoc à leur tête. Le jeune homme, tremblant devant la charge, refuse de succéder à son père : pour éviter d'être élu roi et préférant le Royaume céleste au royaume terrestre, il s'enfuit à Llangrannog où il aurait fondé l'église (Llan veut dire ermitage, Grannog (ou Carannog) est le nom gallois de saint Carantec). Puis il se serait un temps caché dans une grotte avant de se réfugier en Hibernie auprès de saint Patrick vers 450, devenant moine pérégrin, c'est-à-dire itinérant, parcourant en robe de bure les chemins avec un bâton réputé avoir des propriétés miraculeuses. La pérégrination pour l'amour de Dieu, appelée aussi martyre vert, consistait à quitter définitivement son pays, sans espoir de retour, pour aller évangéliser, en se laissant guider par les signes de l'Esprit Saint reconnus dans la nature, les voix intérieures, les évènements... La pérégrination pour l'amour de Dieu était une ascèse qui a mené de nombreux moines bretons en Armorique, devenue depuis la Bretagne grâce à ce phénomène historique unique, et qui les a conduits jusqu'au fin fond de l'Europe. La figure la plus emblématique de la pérégrination pour l'amour de Dieu est celle de saint Colomban. Dans l'hagiographie de saint Colomban est relaté le miracle réalisé par saint Carantec en faveur de saint Colomban et de ses disciples en les sauvant d'une famine dans le Jura.
Il pérégrine ensuite au pays de Galles, bâtit un monastère et se lie d'amitié avec saint Ténénan, avant de venir en Armorique. C'est dans ce monastère que saint Carantec a élevé saint Thenenan, comme il était d'usage à l'époque de mettre les enfants des familles nobles pour y être éduqués. Les droits et les devoirs qui liaient le maître et l'élève étaient voisins de ceux de l'adoption. Une grande affection liait saint Carantec et saint Thenenan. Saint Carantec a guéri saint Thenenan de sa lèpre, et saint Thenenan a délivré saint Carantec de ses cilices. Le séjour en Irlande de saint Carantec aurait été un succès malgré la présence des druides. Mais certains chercheurs pensent que saint Carantec n'aurait pas été en Irlande, car on ne le cite jamais dans les Vies et légendes de saint Patrick.
Puis saint Carantec est repassé par le pays de Galles pour rejoindre ensuite la région actuelle du Somerset. Il y a rencontré le roi Arthur. Ce dernier lui a demandé de chasser un serpent, de taille colossale, car il n'arrivait pas à s'en débarrasser. Saint Carantec l'ayant vaincu, le roi Arthur lui a donné des terres pour fonder un monastère. Des archéologues britanniques pensent avoir trouvé le cimetière de ce monastère à Carhampton.
Puis saint Carantec a repris sa pérégrination en suivant une colombe qui avait pris un copeau de bois qui tombait de son bâton alors qu'il était en train de le tailler. La colombe s'est arrêtée dans un lieu où saint Carantec a fondé une église, Crantock, du nom de Carantoc, en Cornouailles britanniques où on l'honore encore aujourd'hui.
Saint Carantec serait probablement venu en Armorique comme peut le laisser penser la toponymie : Ranngrannog près de Plouguerneau, un vitrail de la basilique du Folgoët atteste l'ancienneté de son culte, Carantec près de Roscoff, lieu-dit Grannog à l'île de Batz, et, comme dit plus haut, dans le Jura. Mais selon les textes, il serait retourné dans son monastère en Irlande où il serait mort.
Il est le saint patron de Carantec (Finistère) près de Saint-Pol-de-Léon (avec saint Ténénan). C'est saint Ténénan qui fit construire une première église dédiée à son ancien maître, saint Carantec, en ce lieu. Saint Carantec est encore honoré à Llangrannog et les villageois viennent de lui édifier une statue en bronze dominant la mer. Plusieurs localités du pays de Galles portent aussi son nom.

### Saint patron à Ploubalay (Côtes-d'Armor)
Un second Caradec vivant au XIe siècle, sur les côtes voisines de l'abbaye de Saint-Jacut, près la rive gauche de l'Arguenon, exerçait la profession de passeur. Il était ivrogne et débauché. Or un jour, face à un pauvre pèlerin, lui quémandant le transport, pour l'amour de Dieu, à l'abbaye de Saint-Jacut, dont il veut vénérer le sanctuaire, Caradec refuse grossièrement, puis, mystérieusement touché par la grâce, il cède, transporte le voyageur au milieu d'un orage affreux, et, se jouant de la tempête, revient à sa cabane. Mais il a trop présumé de ses forces, il tombe malade, vomit le sang et meurt.
Le diable l'emporte dans l'enfer, mais saint Jacut et saint Guéthénoc le délivrent. Il passe alors une seconde vie très sainte à l'abbaye de son libérateur, et va au ciel après sa seconde mort.
Il est le saint patron de Saint-Cadreuc en Ploubalay (Côtes-d'Armor).

### Saint patron à Hennebont (Morbihan)
Un troisième Caradoc, né d'une illustre famille dans le comté de Brecon  au pays de Galles vivant au XIIe siècle. Il est harpiste au service du roi Rhys (probablement le fils de Rhys ap Tewdwr). Tombé en disgrâce pour un sujet futile, il préfère se tourner vers Dieu pour le servir à Llandaff où il reçoit la tonsure cléricale. Il ne joue plus de la harpe que pour Dieu.
Il reste un temps dans l'église de saint Théleau. Puis se fait ermite non loin d'une église abandonnée dédiée à saint Kinède. Enfin sa réputation de sainteté étant parvenue à l'archevêque de Ménévia (évêque de St David's), Sulien ou Rhygyfarch (en) son fils, celui-ci l'ordonne prêtre. Il se retire, avec quelques compagnons, en ermite sur l'île Barry, comté de Glamorgan.
Sur ordre de l'archevêque de Ménévia, ses compagnons et lui se retirent dans le monastère de Saint-Hismaël ou Ysam dans le pays de Ross (sans doute le Comté de Galway en Irlande), territoire annexé aux anciens Bretons par les Anglais. À la suite de la guérison miraculeuse de Richard Tankard, puissant colon anglais, par les prières de Caradoc, ce monastère reçoit protection et donations.
Mort le dimanche 13 avril 1124, il est inhumé dans l'église Saint-David de Menevia.
Son corps est retrouvé sans corruption après plusieurs années et translaté solennellement.
Afin de remédier au manque de reconnaissance formelle de St David de Ménévia, Gerald de Galles, archidiacre de Brecon (c.1146-c.1223), souhaite faire canoniser Caradec dont les reliques sont la cause de nombreux miracles. Il écrit dans ce but une vie du saint et la lit en 1199 au pape Innocent III à Rome. Celui-ci lance une enquête le 8 mai 1202 qui est finalement interrompue. Selon Gerald, les chances de Caradec ont été sabordées par les commissaires cisterciens réticents, qui ont détruit la bulle papale afin de s'épargner la visite d'un Pays de Galles inhospitalier. La foi des Gallois s'accommoda cependant de ce manque de reconnaissance comme pour nombre d'autres saints locaux.
À son apogée, l'église est visitée par de nombreux pèlerins, y compris les rois et les nobles tels que Guillaume le Conquérant en 1077, Henri II en 1171, Edouard Ier et la reine Aliénor en 1284. Afin de privilégier une humble vie chrétienne à domicile plutôt qu'un coûteux et périlleux pèlerinage vers Rome ou Jérusalem, le pape Calixte II décrète que deux pèlerinages à la cathédrale Saint David de Ménévia, qu'il avait canonisé en 1123, sont équivalents à un à Rome ( quantum Roma semel dat bis Menevia tantum Gesta Regum Anglorum). Ce décret accrut l'affluence des pèlerins et de leurs dons au sanctuaire ce qui permit à l'évêque Bernard de consacrer une nouvelle cathédrale en 1131.
Il est le saint patron de Saint-Caradec en Hennebont, paroisse érigée entre 1200 et 1264 par la volonté d'Henri d'Hennebont pour servir la population nombreuse massée autour du vieux château d'Hennebont, siège du Kemenet-Héboé.

## Leurs traces en Bretagne et Grande-Bretagne actuellement

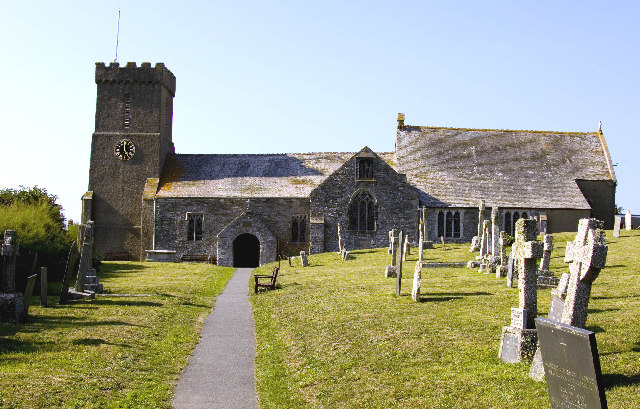
L'église Saint-Carantoc à Crantock (Cornouailles britannique)

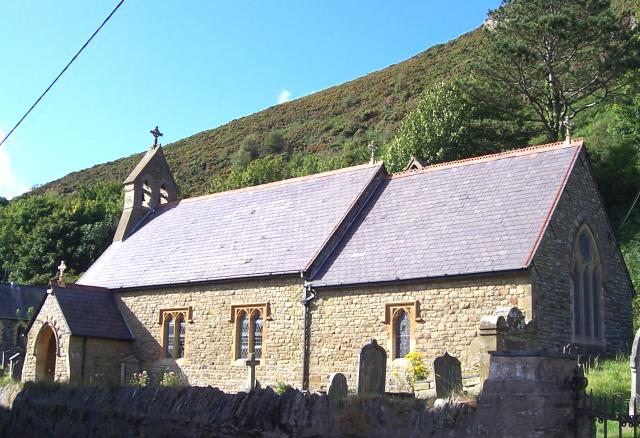
L'église Saint-Crannog à Llangrannog (Pays de Galles)

- En Bretagne : outre Carantec (Finistère), Saint-Cadreuc en Ploubalay (Côtes-d'Armor) et Saint-Caradec, ancienne paroisse d'Hennebont déjà évoqués, d'autres paroisses bretonnes ont Saint Caradec pour patron : 
  - Saint-Caradec-Trégomel (Morbihan)
  - Saint-Caradec (Côtes-d'Armor), commune située près de Loudéac
  - Saint-Carreuc (anciennement Saint-Careuc), près de Montcontour
  - des chapelles à Inguiniel, Mellac et Pont-Aven.
  - Trégarantec, dont le nom signifie "la trève" de saint Caradec.
- Dans le reste de la France : depuis 1180, l'église de Donzy a pour patron saint Caradeuc, ses reliques mises à l'abri dans l'église de Thury, sont dispersées pendant les guerres de Religion puis ramassées et déposées dans une nouvelle châsse en 1612, puis en 1688[9].
- en Cornouailles britannique : Crantock[10] sur la côte nord-ouest de la presqu'île, où le premier saint Caradec aurait fondé l'église Saint-Carantoc. Une stalle porte le nom de saint Carantec dans la cathédrale de Truro. Une statue de saint Carantec, réalisée par le sculpteur Sébastien Boyesen, doit être présentée et bénie le 12 mai 2012 sur le promontoire dominant le village[11].
- en pays de Galles : plusieurs lieux lui sont consacrés. Le premier saint Caradec aurait fondé Llangrannog dans le Ceredigion[12].